# اچ‌ام‌اس تنبی (اف۶۵)
اچ‌ام‌اس تنبی (اف۶۵) (به انگلیسی: HMS Tenby (F65)) یک کشتی بود که طول آن ۳۶۰ فوت (۱۰۹٫۷ متر) بود. این کشتی در سال ۱۹۵۵ ساخته شد.